# 保洪忠

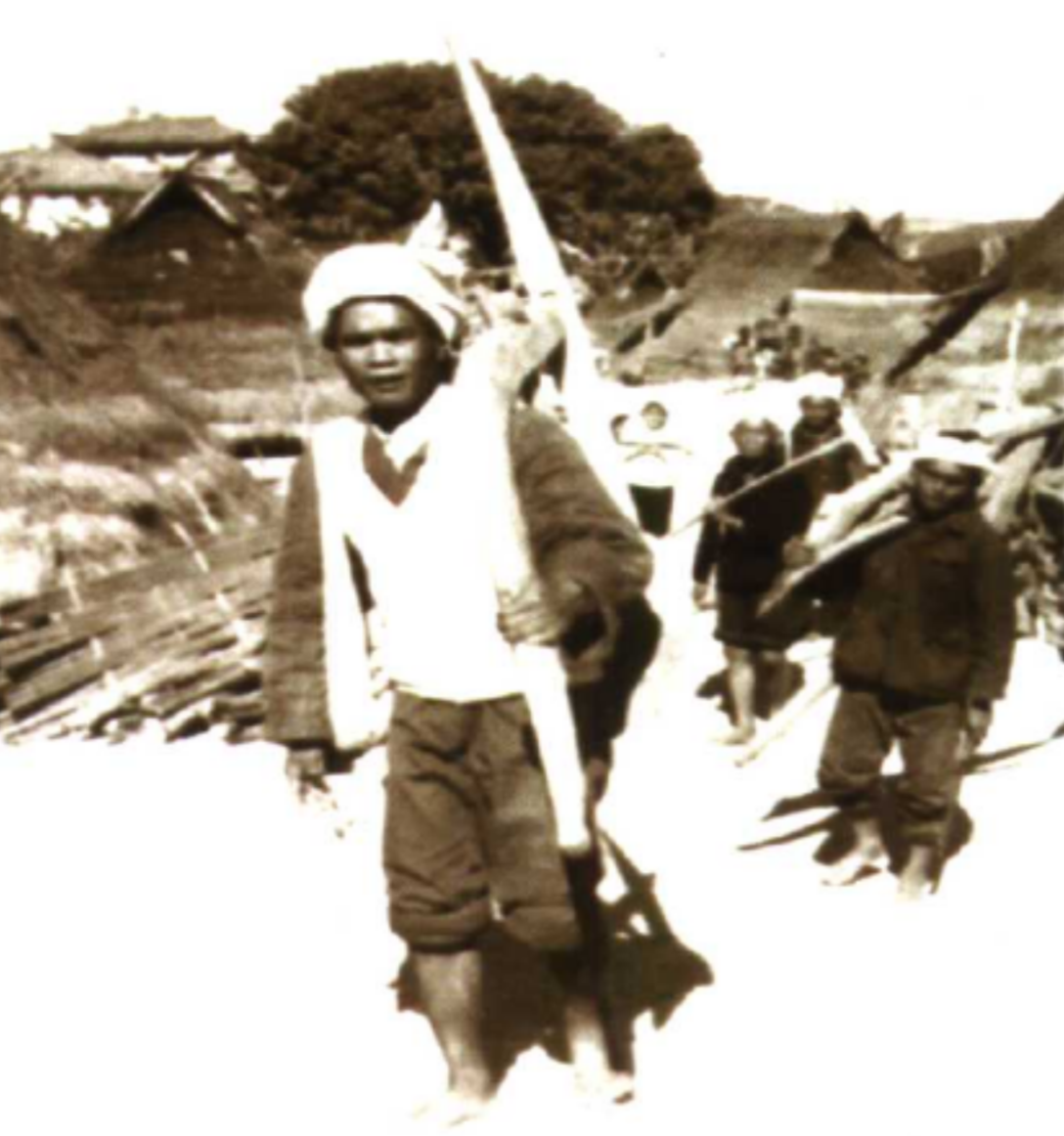
保洪忠

保洪忠（1931年7月—2001年3月20日），原名保红中，佤名艾翁，官名板门，云南沧源县班老乡班老村人，班老部落末代头人。中华人民共和国政治人物。

## 生平
1952年后，他先后参加了沧源县在岩帅、勐董举办的基干民兵训练班学习，配合父亲保卫国开展好边界谈判活动。1955年，保卫国到昆明开会，将祖传木刻等历史文物上交政府。1958年8月，缅甸政府请他和胡玉堂到腊戍，并准备为其封官割地，但两人愤然拒绝。1960年，中缅两国政府就边界问题进行谈判，保洪忠代表他所在部落的民众，强烈要求班老归属中国。经中缅双方协商，1960年中缅两国签订了《中华人民共和国和缅甸联邦边界条约》，订立了中缅边界，班老地区正式划回中国。保洪忠将自己的名字由“红中”改为洪忠，表明自己永远忠于乡土。1961年，初承袭父职，任班老部落头人，官名“召班勐”。同年6月，保洪忠任沧源县班洪、班老新行政管理委员会副主任。1963年，保洪忠被任命为云南省政协委员、沧源佤族自治县政协副主席。1975年后，历任全国人民代表大会第四届至第七届代表；全国政协第八届和第九届委员，云南省政协第四届至第六届副主席等职。2001年去世，安葬于上班老佛塔山。